# Banyán
A banyán vagy banján (Urostigma) a füge (Ficus) növénynemzetség alnemzetsége, amelynek tagjai életüket fánlakó (epifiton) növényként kezdik, ha magjaik kicsíráznak egy gazdanövény (vagy akár egy épület vagy híd) repedéseiben. A „banyán” vagy „banyána” névvel leggyakrabban India nemzeti fájára a
banyánfára (Ficus benghalensis) hivatkoznak, de az elnevezés ma már általánosan használatos az Urostigma alnemzetségbe sorolt fügefajokra, amelyek közös jellemzője a hasonló életciklus.
A többi fügéhez hasonlóan, beleértve az ehető közönséges fügét, a banyánok gyümölcse is csoportos termés. A fügetermés menedéket és élelmet nyújt a fügedarázsnak, de a viszony kölcsönös, mert a darázs végzi el a virágok beporzását.
A banyánok magjait gyümölcsevő madarak terjesztik. Mivel a magok kicsik, és a legtöbb banyán az erdőkben nő, ezért a földre hullott magból kicsírázó növény általában elpusztul. Azonban sok mag ér földet fák törzsén vagy épületeken. Amikor ezek a magvak kicsíráznak, gyökereket indítanak a föld felé, amelyek beborítják a gazdanövényt vagy épületet, ezért a banyánok hétköznapi neve „fojtogató fügék”. A „fojtogató” életmód megtalálható számos, a fényért versenyző trópusi erdei fajnál, különösen a füge (Ficus) nemzetségnél. Az összes ilyen életmódú Ficus fajt fojtogató fügének szokták nevezni.
A banyánfák levele nagy, bőrszerű, fényes zöld és ellipszis alakú. A legtöbb fügéhez hasonlóan, a levélrügyeket két nagy pikkely borítja, amelyek lehullanak, ahogy a levél fejlődik. A fiatal levelek gyönyörű vöröses árnyalatúak.
Az idősebb banyánfák esetében nagyon jellegzetesek a vastag fás törzzsé növekedő léggyökerek, amelyek megkülönböztethetetlenné válnak az eredeti törzstől. Az öreg fák úgy terjeszkednek oldalirányban, hogy ezeket a támasztógyökereket használják nagy területek lefedésére. Egyes banyánfajoknál ezek a gyökerek egyfajta erdővé alakulhatnak, amelyek jelentős területet foglalnak el, és minden törzs közvetlenül vagy közvetve a központi törzshöz csatlakozik. Ez a szerkezeti topológia ihlette a hierarchikus számítógépes hálózati operációs rendszer, a Banyan VINES nevét.
Ahogy a banyán körülöleli a gazdanövényt a növekvő gyökerek hálójával, a támasztékul szolgáló fára igen jelentős nyomást gyakorol és általában megöli azt. A burokkal körbevett halott fa később rothadásnak indul és a banyánból egy üreges központi belsővel rendelkező „oszlopos fa” lesz. Ezek az üregek a dzsungelben különösen vonzó menedékhelyet nyújtanak sokféle állat számára.

## Etimológia

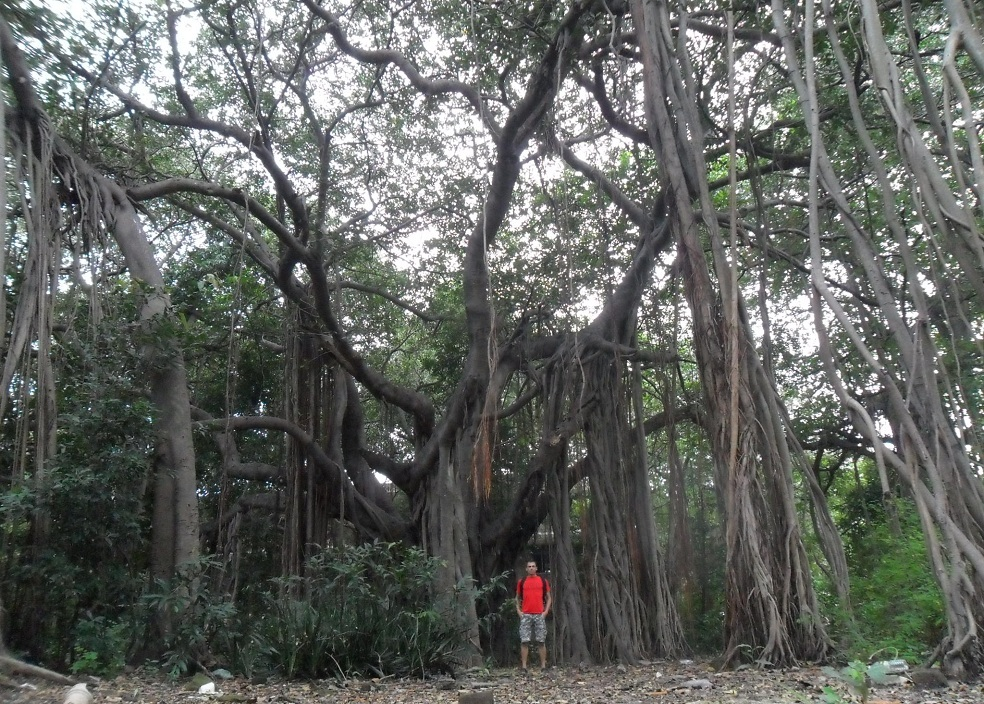
Banyánfa

Európai nevét eredetileg az indiai fügére (Ficus benghalensis) használták; az elnevezés Indiából ered, ahol már a legelső utazók megfigyelték, hogy a fa árnyékában gyakran húzódnak meg az indiai kereskedők.
Gudzsaráti nyelven a banya szó jelentése "boltos" vagy "kereskedő", és nem "fa". A szó – az európai nyelvek közül – először a portugálban honosodott meg, mint “hindu kereskedő”, és innen került át az angolba (1599) ugyanezzel a jelentéssel. 1634 körül az angol feljegyzésekben már szerepelt a “banyan fa”, mint olyan fa, ami alatt a hindu kereskedők űzik a foglalkozásukat. A fa árnyékos helyet biztosított a falugyűlésekhez vagy a kereskedőknek áruik eladásához. Végül az angolban a fa neve is "banyan" lett.
A magyarban még nincs meghonosodott alak, ezért leírásokban többféle formában is megtalálható; ezek az angol név alapján lehetnek: banján, banyán, banyan, banjan. Az egyértelműsítést megnehezíti, hogy a banyán neve nem indiai jövevényszó, mivel a fa eredeti neve vata (szanszkrit), vagy modern változatban bargad (hindi).

## Fordítás
- Ez a szócikk részben vagy egészben  a   Banyan című angol Wikipédia-szócikk ezen változatának fordításán alapul.  Az eredeti cikk szerkesztőit annak laptörténete sorolja fel. Ez a jelzés csupán a megfogalmazás eredetét és a szerzői jogokat jelzi, nem szolgál a cikkben szereplő információk forrásmegjelöléseként.